# ニコラス・メスキダ
ニコラス・メスキダ（Gabriel Nicolás Mezquida Sero, 1992年1月21日 - ）は、ウルグアイ・パイサンドゥ出身のサッカー選手。ギリシャ・スーパーリーグ・ヴォロスNPS所属。ポジションはフォワード。

## 経歴
CAペニャロールの下部組織出身で、2008年にプロデビューした。2009年1月22日、ドイツのシャルケ04と仮契約を交わし、2010年1月までの予定ですぐさまCAペニャロールにレンタル移籍した。南米からの才能を試しているシャルケ04のトライアルに参加し、この17歳のウルグアイ人はフェリックス・マガト監督の下で試験を受けた。
2014年2月5日、バンクーバー・ホワイトキャップスに移籍した。
2018年12月9日、コロラド・ラピッズに移籍した。
2022年6月28日、ヴォロスNPSに移籍した。
2007年の南米U-15選手権では得点王に輝き、チームは決勝でU-15ブラジル代表に敗れたものの準優勝を果たした。2008年にはU-17ウルグアイ代表に選出された。

## 個人成績
| シーズン       | クラブ | ディビジョン       | リーグ | リーグ | カップ | カップ | 通算 | 通算 |
| シーズン       | クラブ | ディビジョン       | 出場   | 得点   | 出場   | 得点   | 出場 | 得点 |
| -------------- | ------ | ------------------ | ------ | ------ | ------ | ------ | ---- | ---- |
| ブラン         | 2011   | ティッペリーガエン | 3      | 0      | 1      | 2      | 4    | 2    |
| リールストロム | 2011   | ティッペリーガエン | 1      | 0      | 0      | 0      | 1    | 0    |
| 通算           | 通算   | 通算               | 4      | 0      | 1      | 2      | 5    | 2    |